# Nemoscolus kolosvaryi
Nemoscolus kolosvaryi är en spindelart som beskrevs av Lodovico di Caporiacco 1947. Nemoscolus kolosvaryi ingår i släktet Nemoscolus och familjen hjulspindlar.
Artens utbredningsområde är Uganda. Inga underarter finns listade i Catalogue of Life.